# Bergeforsen
Bergeforsen is een plaats in de gemeente Timrå in het landschap Medelpad en de provincie Västernorrlands län in Zweden. De plaats heeft 1535 inwoners (2005) en een oppervlakte van 200 hectare.

## Verkeer en vervoer
Bij de plaats lopen de E4, Länsväg 330 en Länsväg 331.